# Due'le quartz
Due'le quartz, abgekürzt Dlq, war eine populäre japanische Indie-Band, die 1998 gegründet und 2002 aufgelöst wurde. Wörtlich bedeutet der Name „Zwei Seiten eines Kristalls“, im übertragenen Sinne wollte sich die Band mit den beiden Seiten der menschlichen Natur musikalisch auseinandersetzen, dem Bewusstsein und Unbewussten zum Beispiel, dargestellt in Jekyll und Hyde, wie der Name ihres ersten Albums ausdrückt.

## Bandgeschichte
Gegründet wurde die Band im Dezember 1998 von Sakito, dem Sänger, und Ken, dem Gitarristen, woraufhin Kikasa und Kazuki als Bassist bzw. Schlagzeuger von der Band Je*Reviens hinzukamen. Sie begannen ihre Karriere im Februar 1999 in der Region um Tokio, Nagoya und Osaka mit kleinen Auftritten, ihr erster Live-Auftritt war am 14. Februar 1999 im Takadanobaba AREA. Danach spielten sie im Ikebukuro Cyber und anderen berühmten Live Houses in der Region Kantō. Im April selben Jahres nahm Due'le quartz an einem großen Visual-Kei-Fernsehauftritt bei TV Asahi teil. Nach einem Auftritt im Shibuya Deseo verließ Ken im Mai die Band. Als Begründung gab er musikalische Differenzen an. Da aber weitere Auftrittstermine schon geplant waren, wurde schnell ein neuer Gitarrist gesucht und in Miyabi gefunden. Dieser Besetzung war auch die Stammbesetzung bis zur Auflösung der Band. Das erste Live mit Miyabi fand in der Meguro live Station statt.
Am 21. November 1999 wurde das erste Mini-Album Mikansei no JEKYLL to HYDE ~Wakage no Hitari~ herausgebracht. Die 3000 CDs waren in kürzester Zeit verkauft, sodass eine Neuauflage erschien, die ebenfalls vergriffen ist. Aufgrund ihres stetig ansteigenden Bekanntheitsgrades erschien im Mai 2000 das zweite Mini-Album „Jisatsu Ganbou“. Wiederum war die Nachfrage enorm, es mussten eine Second und eine Third Press nachgeliefert werden. Am 1. August 2000 wurde der offizielle Fanclub „Baby Mary“ eröffnet. Due'le quartz' erstes One-man Live fand im Shibuya On Air West am 21. August statt und war ausverkauft.
Letztendlich stellte die Band 2002 ihre Aktivitäten ein, möglicherweise aufgrund familiärer Probleme Kikasas. Durch die Band bekannt geworden, nennt Miyabi sich nun Miyavi und ist ein erfolgreicher Solokünstler. Kikasa spielte von 2003 bis August 2004 bei Shelly Trip Realize, gründete aber mit Sakito im Dezember 2004 die Band [Figure:], zu der sich zeitweise auch Kazuki als Support-Drummer gesellte, nachdem er von November 2003 bis März 2005 bei Babylon aktiv gewesen war.

## Musik
Due'le quartz' Musik gehört in die Sparte Rock mit leichten Heavy-Metal-Einschlägen. Die meisten Songs sind sehr gitarrenlastig und haben treibende Rhythmen, es finden sich aber auch einige poppigere Songs.

## Auftreten
Auch diese Band verstand sich als Vertreter des Lack-, Leder- und Nieten-Looks, den sie konsequent beibehielten. Schrilles Make-up sowie extravaganter Schmuck ergänzten die aufwendigen Outfits.

## Mitglieder
- Sakito (* 26. April 1976 in Hiroshima)
- Kikasa (japanisch キカサ; * 24. Januar 1979 in Nakano)
- Kazuki (* 11. Mai 19XX in Tokio)
- Miyabi (jap. 雅; * 14. September 1981 in Hyōgo)

## Diskografie

### Alben
- Mikansei no Jekyll to Hyde ~Wakage no Hitari~ (未完成のジキルとハイド, 1999)
- Jisatsu Ganbou (jap. 自殺願望, 2000)
- Tribal Millennium Arrival (2000)
- Matina Prelude (2000)
- Shockledge 2000 (2000)
- Rodeo (ロデオ, 2002)
- Best Album (2002)

### Singles
- D (2000)
- Dear...from xxx (2001)
- Bitter (2001)
- Re:plica (2001)
- Tribal Arivall Warning!! (2001)
- Last Title (2002)

### Videoalben
- Jisatsu Ganbou (自殺願望, 2000)
- Milk (white) (2001, VHS)
- Milk (black) (2001, VHS)
- History 1999-2001 (2002, VHS)
- Braintine (2002, VHS)
- 「6419461049162791」-69 (2002, VHS)
- Tour 「アメと鞭を...」Final2002.01.07 (2002, VHS)
- Video Clips (2002, VHS)
- 1st Oneman Live 2000.8.21 at Shibuya on Air West (Tour 「合法ドラッグ」 at 渋谷 on Air West, 2003, VHS)